# Скаржинська Катерина Миколаївна
Скаржи́нська Катери́на Микола́ївна (нар. 19 лютого 1853, Постав-Мука — пом. 1932, х. Круглик Лубенського району Полтавської області) — українська поміщиця, меценатка, фундаторка першого загальнодоступного приватного краєзнавчого музею Лівобережної України.

## Походження та дитинство
Катерина Миколаївна фон Райзер народилася 19 лютого 1852 року в місті Лубни, що на Полтавщині, в родині Катерини Петрівни (уроджена Лодигіна-Кир'якова) та великого землевласника Миколая Вільгельмовича фон Райзера. По батьківській лінії походила зі старовинного дворянського роду німецького походження, представники якого перебралися до Російської імперії у XVII столітті. Найбільш ранні свідчення стосуються постаті Вікентія Степановича фон Райзера, уродженця шведської Померанії, який потрапив у полон до армії Петра Першого унаслідок битви під Полтавою, а надалі перейшов на російську службу як артилерист й знавець гірничої справи. Його син, Вікентій-Людвіг, зробив кар'єру у війську, служив флігель-ад'ютантом при Петрі III, а згодом у чині генерал-поручика за Катерини II. По його смерті у 1780 році вдова, Ганна Іванівна Лоріх, оселилася в Лубнах. Вільгельм Ульріх фон Райзер також присвятив своє життя армії (брав участь у походах генерала Суворова до Швейцарії), так само як і його син — батько Катерини Скаржинської — учасник битви під Варшавою 1831 року. Батьку часто доводилося служити вдалині від родини, тому Катерину та її брата Михайла ростили матір та бабуся Варвара Петрівна Лодигіна.

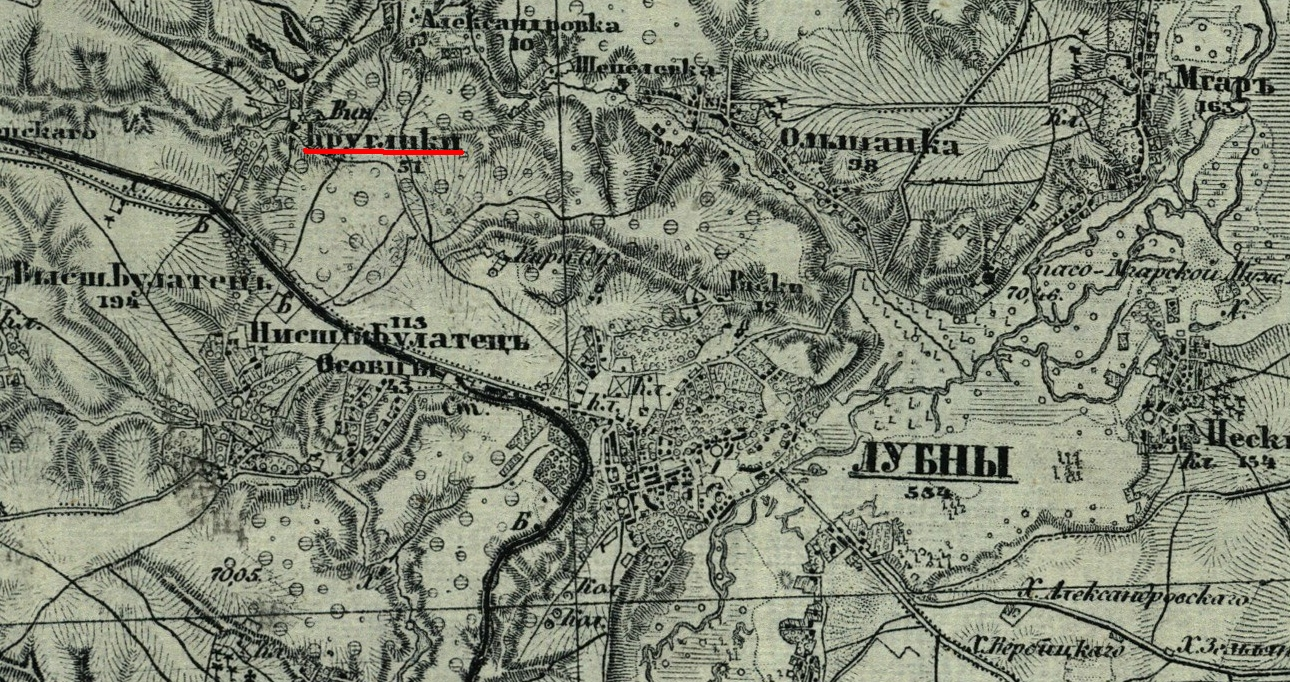
Розташування помістя Круглик, 1878

Дівчина одержала домашнє виховання, мала доступ до великої батьківської бібліотеки, опанувала французьку та німецькі мови. Сім'ю неодноразово навідували друзі-інтелектуали, зокрема професор-геолог, майбутній ректор Київського університету Костянтин Феофілактов, що став одним із перших наставників юної Катерини. Сім'я мешкала в помісті Круглик, придбаного батьком в Лубенському повіті, допоки не надійшла звістка про загибель того від тифу 1859 року в Новогеоргіївській фортеці. У віці 10 років дівчина з матір'ю і бабусею перебралася в родовий маєток в селищі Нікольському Тверської губернії. На зимовий час вона виїжджала до Москви чи Санкт-Петербургу, де навчалася у найкращих тамтешніх професорів на кшталт Олексія Острогорського чи Павла Шпілевського. Вибором наставників займався дядько майбутньої меценатки, Олександр Апухтін, куратор Варшавського навчального округу. Бабуся Варвара, в минулому фрейліна російських імператорів, також прагнула бачити внучку при царському дворі. Утім, сама Катерина у віці 12 років вирішила присвятити своє життя допомозі бідним.

## Діяльність
1869 р. одружилась з великим землевласником і кіннозаводчиком, майбутнім генерал-майором М. Г. Скаржинським. Здобула екстерном освіту у жіночій гімназії у Лубнах, навчалася на Бестужевських вищих курсах у Петербурзі, але не завершила через переведення чоловіка до іншого місця. Приятелювала з відомим російським критиком В. В. Стасовим, за порадою якого познайомилась з колекціями Ермітажу та Академії мистецтв.
На її кошти на Лубенщині проводились археологічні розкопки. У Круглику засновує народну школу, бібліотеку; аматорський український театр. 1880 р. започаткувала перший в Україні приватний музей, першим попечителем якого був Ф. Камінський. Заклала у маєтку дендрарій. У 1883 р. знайомиться з відомими українськими колекціонерами В. В. Тарновським, С. А. Мазаракі та їх колекціями. Бере активну участь у виставковій діяльності. Скаржинську обрали членом кількох наукових товариств — Московського нумізматичного, Всеросійського товариства любителів природознавства, антропології та етнографії, почесним членом Полтавської вченої архівної комісії. 1890 р. на сільськогосподарській виставці у Лубнах за зразкове квітникарство Міністерство землеробства і державного майна нагородила її срібною медаллю.
Після смерті чоловіка передала колекцію, що складалась з понад 20 тис. експонатів і 4 тис. книг, у дар Природничо-історичному музею Полтавського губернського земства.
1905 р. Катерина Скаржинська виїхала до Італії, згодом до Швейцарії, де оселилась у Лозанні. Займалась доброчинністю, матеріально підтримувала політемігрантів. У Давосі видавала літературно-науковий журнал «За рубежом». 1913 р. відійшла від політичної діяльності.

## Останні роки життя
Після початку Першої світової війни повернулася до України. Останні роки життя провела в Лубнах. Більшовицька влада призначила Скаржинській невелику персональну пенсію, але за клопотанням голови ВУЦВК Г. Петровського була позбавлена грошового утримання. Померла всіма забута в Круглику на 81-му році життя влітку 1932 р.

## Колекція писанок
Після опублікування у російських часописах зразків зображень писанкарського мистецтва у 1887 р. Катерина Скаржинська зацікавилась народними великодніми яйцями. У наступному році у Лубнах вона придбала перші 23 писанки. 1889 р. колекція поповнилась 14 писанками, у 1890 р. — 239, у 1891 р. — 76. 1893 р. серед 387 великодніх яєць 5 писанок репрезентували Київську губернію, 76 — Курську, 30 — Подільську і 276 — Полтавську. Переважна більшість писанок була розписана народними майстринями, кілька були зроблені у монастирях. 1898 р. колекція нараховувала 2123 одиниці. Кожен її експонат був зафіксований на картонних картках. Окрім писанок Скаржинська збирала і їх зображення.
Співробітник Круглицького музею, дійсний член Імператорського російського географічного товариства С. К. Кульжинський систематизував матеріал і підготував до друку два випуски каталогу колекції писанок.

## Доля колекції Катерини Скаржинської
Частина унікальної колекції старожитностей К. Скаржинської зберігається в Полтавському краєзнавчому музеї, Полтавському художньому музеї та історико-культурному заповіднику Поле Полтавської битви.

## Вшанування пам'яті
У місті Полтава існує вулиця Катерини Скаржинської.